# Igreja Católica na Coreia do Sul
A Igreja Católica na Coreia do Sul (chamada Cheonjugyo, hangul: 천주교; hanja: 天主教; lit. Religion of the Lord of Heaven) faz parte da Igreja Católica mundial, sob a liderança espiritual do Papa em Roma.
Em 2020, tinha 5.841.000 membros (11,28% da população) com quase 5.000 padres e 9.000 freiras servindo em 1.842 paróquias. 

## História
O padre jesuíta espanhol Gregorio Céspedes foi possivelmente o primeiro missionário católico na Coréia, supostamente chegado a Busan em 27 de dezembro de 1593.   Na época das invasões japonesas da Coreia (1592–98), o líder japonês Konishi Yukinaga casou-se com uma cristã coreana, que adotou Julia como nome.  Macau recebeu um afluxo de escravos africanos, escravos japoneses, bem como escravos cristãos coreanos que foram comprados pelos portugueses aos japoneses depois de terem sido feitos prisioneiros durante as invasões japonesas da Coreia (1592-98). 
No entanto, o catolicismo (e o cristianismo em geral) na Coreia começou de forma mais geral em 1784, quando Yi Seung-hun foi batizado enquanto estava na China sob o nome cristão de Pedro. Mais tarde, ele retornou à Coreia carregando textos religiosos e batizou muitos compatriotas. A Igreja na Coreia continuou a crescer sem padres missionários formais.
Durante o século 19, a Igreja Católica foi alvo do governo da Dinastia Joseon principalmente pela oposição da religião à "adoração" ancestral, que a Igreja considerava uma forma de idolatria, mas que o Estado prescreveu como pedra angular da cultura coreana.
Apesar de uma perseguição que durou um século e que produziu milhares de mártires – 103 dos quais foram canonizados pelo Papa João Paulo II em maio de 1984, incluindo o primeiro padre coreano, Santo André Taegon Kim, que foi ordenado em 1845 e martirizado em 1846 – a Igreja na Coréia se expandiu. O Vicariato Apostólico da Coreia foi formado em 1831 e, após a expansão da estrutura da Igreja ao longo do século seguinte, a estrutura atual das três Províncias Metropolitanas, cada uma com uma Arquidiocese e várias Dioceses sufragâneas, foi estabelecida em 1962.
Em 1899, "a Rebelião de Sinch'uk, uma revolta popular liderada e organizada por confucionistas", causou um "massacre mais bárbaro" de 500 a 600 vítimas. Foi uma reação às promessas de isenções fiscais por parte de assistentes leigos e à profanação de "santuários espirituais" por parte dos católicos, após a chegada de dois padres franceses a Cheju. 

## Status atual
Pesquisas governamentais mostraram que em 2020, mais de 45% dos sul-coreanos não praticam nenhuma religião, que cerca de 22% são budistas e que 29,2% são cristãos, sendo 11,1% católicos e 18% protestantes, o que significa que o cristianismo é a maior religião. 
A Igreja Católica na Coreia do Sul tem visto um crescimento significativo nos últimos anos, aumentando o seu número de membros de 7,9% da população para 11% nos últimos vinte anos.   No final de 2017 havia 5.813.770 católicos na Coreia do Sul – 11,0% da população.  Em 2017, a Igreja cresceu 1,3%, com mais de 75.000 batismos de adultos.  Parte deste crescimento pode ser atribuída à percepção relativamente positiva da Igreja pelo público em geral devido ao seu papel na democratização da Coreia do Sul, à sua participação ativa em várias obras de bem-estar social e à sua abordagem respeitosa às relações inter-religiosas e às questões da espiritualidade tradicional coreana. 
Existem 15 dioceses, incluindo três arquidioceses – Seul, Daegu e Gwangju – e um ordinariato militar.
Na Coreia do Norte, sob o regime comunista, o cristianismo é oficialmente suprimido e estimativas não oficiais feitas por responsáveis da Igreja sul-coreana colocam o número de católicos no país em apenas 5.000.  A Igreja Católica Norte-Coreana, eclesiasticamente unida à Coreia do Sul, é composta pelas duas dioceses da Diocese de Pyongyang e da Diocese de Hamhung (sufragânea do Arcebispo Metropolitano de Seul), e pela única abadia territorial fora da Europa, a Abadia Territorial de Tokwon ou Dokwon.
A Coreia do Sul (e por extensão a Igreja Católica em toda a Coreia, norte e sul) tem o quarto maior número de santos na Igreja Católica desde 1984, categorizados por nação,  um número que inclui os Mártires Coreanos.Visita do Papa Francisco
O Papa Francisco aceitou um convite para visitar a Coreia do Sul em agosto de 2014. A visita de quatro dias (14 a 18 de agosto) culminou com uma missa papal na Catedral de Myeongdong, sede da Arquidiocese de Seul, em 18 de agosto. Durante uma missa em 16 de agosto, o Papa beatificou 124 mártires católicos coreanos.  Um convite para a participação dos católicos da Coreia do Norte foi recusado, devido à recusa da Coreia do Sul em se retirar dos exercícios militares que havia planejado com os Estados Unidos.

## Dioceses e arquidioceses
A Coreia do Sul tem quinze dioceses territoriais (três arquidioceses e doze dioceses) e uma diocese militar:  

Dioceses da Coreia